# سامر گلاو
سامر گلاو (انگلیسی: Summer Glau؛ زادهٔ ۲۴ ژوئیهٔ ۱۹۸۱) یک هنرپیشه اهل ایالات متحده آمریکا است. وی از سال ۲۰۰۲ میلادی تاکنون مشغول فعالیت بوده است.
از فیلم‌ها یا برنامه‌های تلویزیونی که وی در آن نقش داشته است می‌توان از نابودگر: ماجراهای سارا کانر، ۴۴۰۰، دور از خانه و ارو (مجموعه تلویزیونی) نام برد.
در سال ۲۰۱۰ اعلام شد که وی به عنوان یک نقش اصلی به تیم سریال کیپ از شبکه NBC می‌پیوندد.